# 新店 (臺中市)
新店，是臺灣臺中市后里區的一個傳統地域名稱，位於該區最北部。相較於今日行政區，其範圍大致為公館里北半部。

## 歷史
台灣清治末期，新店地區為一街庄，稱為「新店庄」，隸屬於苗栗三堡。該庄北及東隔大安溪與南勢林庄、鯉魚潭庄為界，南邊為公館庄、中社庄，西邊為土城庄。
1901年（日明治三十四年）11月，全台廢縣廳改設二十廳，該庄隸屬於苗栗廳。1903年（明治三十六年）6月，該庄編入「溪底區」，仍隸屬於苗栗廳。1909年（明治四十二年）10月，全台二十廳合併為十二廳，苗栗廳廢止，溪底區改隸屬於臺中廳。1920年（大正九年），全台地方制度大改正，該庄改制為「新店」大字，隸屬於臺中州豐原郡內埔庄。
戰後內埔庄改制為內埔鄉，隸屬於臺中縣，大字亦改制為村。1950年10月，中、彰、投分治，外埔鄉隸屬不變。1955年，因與屏東縣內埔鄉同名，改名為「后里鄉」。2010年12月，隨著臺中縣、市合併為直轄臺中市，后里鄉改制為后里區，村亦改制為里。

## 聚落
本地區發展較早的聚落為新店（東側，今名新店莊）等，在日治期初期的官方地圖上已有記載。此外，本地區尚有新店（西側）聚落。

## 交通
國道1號又稱「中山高速公路」，是台灣西部兩條縱向高速公路之一，大致以東北—西南走經過新店地區中部偏西地帶。境內未設交流道，東北側最近的是鄉道苗51線交會口的三義交流道，西南側最近的是可與市道132號相連結的后里交流道。由此等可快速前往國道1號沿線各地。
省道台13線（三豐路五段）是香山內湖至豐原的幹道，其中尖山至豐原路段俗稱「尖豐公路」，大致以北北東—南南西走向經過本地區中部偏東地帶。由該道路向北北東可前往三義、銅鑼、苗栗等地，向南南西可前往后里市區、豐原並止於省道台3線路口。
區道中28線（新店路、三豐路五段、重劃東路）是土城至泰安的道路，大致以西北—東南走向由本地區西部邊界入境後，轉東南東至區道中33線終點路口再轉北北東再轉東南東至省道台13線路口，轉南南西與其共線一段路，至重劃東路路口轉東南東獨行後於本地區南部出境。由該道路向西北可前往土城並止於區道中26線路口，向東南東可前往公館、七塊厝東部並止於區道中32線路口。
區道中33線（尾社路）是月眉至新店的道路，其北側端點位於本地區中部偏西南的區道中28線路口。由此向南南西出境後，可前往中社、月眉西南部並止於市道132號路口。